# Benzaldehyd
Benzaldehyd eller bittermandelolie (C6H5CHO) er en kemisk forbindelse, der samtidig både er en aromatisk forbindelse samt et benzeneret aldehyd og et opløsningsmiddel.
Ved stuetemperatur er benzaldehyd en farveløs væske med et kogepunkt på 179 °C og er karakteriseret ved sin lugt af marcipan, hvorfor den anvendes som aromastof i fødevareindustrien under navnet mandelessens. Den anvendes desuden ved fremstilling af farvestoffer, i parfumeindustrien og inden for organisk syntese. Benzaldehyd forekommer naturligt som en del af glycosidet amygdalin, der forekommer i bitre mandler, gylle og almindelig stinksvamp, men fremstilles industrielt ved oxidation af toluen. Når benzaldehyd oxiderer bliver det til benzoesyre.
Benzaldehyd kan virke lokalirriterende på hud og slimhinder og i større mængder have en berusende og bedøvende virkning.